# Phil Mickelson
Philip Alfred Mickelson (detto Lefty per il suo swing mancino anche se nella vita di tutti i giorni è destrorso) (San Diego, 16 giugno 1970) è un golfista statunitense. È uno dei migliori giocatori della sua generazione ed ha vinto sei grandi tornei major: tre volte il Masters (nel 2004, 2006 e 2010), due il PGA Championship (nel 2005 e nel 2021) e una volta The Open Championship nell'edizione del 2013.

## Biografia
Philip Alfred Mickelson è nato a San Diego, in California, dai genitori Philip Mickelson Sr., pilota di linea ed ex aviatore navale, e Mary Santos. È cresciuto lì e a Scottsdale, in Arizona. Mickelson ha origini portoghesi, svedesi e siciliane. Suo nonno materno, Alfred Santos (anche il secondo nome di Mickelson) era un caddie al Pebble Beach Golf Links e da bambino portava Phil a giocare a golf.
È uno dei 13 giocatori nella storia del golf ad aver vinto almeno 3 dei 4 major e inoltre si è classificato per ben sei volte al secondo posto nello Us Open Championship senza tuttavia mai riuscire a vincere questo torneo. Con la vittoria nel suo secondo PGA Championship del 23 maggio 2021 è diventato, a 50 anni, 11 mesi e 8 giorni, il giocatore più anziano a conquistare il primato in uno dei quattro tornei major. L'eccezionale prestazione sul percorso di Kiawah Island - dove ha battuto dopo un appassionante duello a tre il connazionale Brooks Koepka e il sudafricano Louis Oosthuizen, più giovani di vent'anni - è arrivata a ben otto anni di distanza dall'ultimo major vinto nel 2013. Mickelson, che era progressivamente scivolato oltre la centesima posizione nel ranking mondiale, è così risalito di colpo al numero 32.
Nel corso della sua quasi trentennale carriera è stato per oltre 700 settimane nei primi 10 del mondo secondo l'Official World Golf Ranking, arrivando in più occasioni ad occupare il secondo posto, ma mai il primo, in un periodo dominato da Tiger Woods, di cui Mickelson è stato uno dei pochi rivali in grado di metterlo in difficoltà. Grazie infatti ad un gioco spregiudicato (risky in gergo), fatto di recuperi fantasiosi e per altri impossibili, ha spesso saputo tener testa ad atleti più giovani ed in forma di lui. Particolarmente famoso per i suoi approcci spettacolari (ad esempio il Phil flop) è considerato tra i migliori giocatori della storia del golf attorno al green.
Ha iniziato a giocare a golf da bambino, imitando il padre che giocava di fronte a lui. Per questo motivo, pur essendo destrorso in ogni altra attività della sua vita, gioca a golf da mancino.
Altrettanto prestigiosa è stata la sua carriera da amateur, costellata, tra le altre, dalla vittoria nel 1990 dell'US amateur e di un torneo del PGA Tour, il Northern Telecom Open nel 1991. Complessivamente in carriera ha vinto 52 tornei, di cui 43 sul PGA tour. Nel 2009 ha vinto per la prima volta due tornei del World golf Championship, il Ca Championship e l'HSBC Championship. Ha partecipato alle ultime nove edizioni della Ryder Cup in qualità di membro del Team U.S.A.
Dal 2012 fa parte della World Golf Hall of fame. Secondo quanto riportato dalla rivista Forbes, è stato l'8º sportivo più pagato del mondo nel 2014 con 50,8 milioni di dollari.

## Sacca
(Aggiornato a Arnold Palmer Invitational 2020).
- Driver: Callaway Mavrik Sub Zero (9 °)
- Legno 3: Callaway Mavrik Sub Zero 3+ (13.5 °)
- Legno 5: Callaway Epic Flash Sub Zero (16.5 °)
- Ferri: Callaway X Forged UT (18°) Callaway Epic Forged (4, 5) , Callaway Apex Pro (6-9)
- Wedges: Callaway MD3 (53.5°), Callaway PM Grind ’19 “Raw” (60 °), Callaway PM Grind ’19 “Raw” (64 °)
- Putt: Odyssey “Phil Mickelson” Blade
- Palla: Callaway Chrome Soft X (with Triple Track)

## Vittorie professionali (57)

### PGA Tour vittorie (45)
| Legenda                                         |
| Tornei Major (6)                                |
| Players Championships (1)                       |
| World Golf Championships (2)                    |
| Tour Championships/FedEx Cup playoff eventi (3) |
| Altri PGA Tour (33)                             |

| Nr. | Data              | Torneo                                | Punteggio di vittoria     | Margine  | Secondo/i                                                |
| --- | ----------------- | ------------------------------------- | ------------------------- | -------- | -------------------------------------------------------- |
| 1   | 13 gennaio 1991   | Northern Telecom Open (come amatore)  | –16 (65-71-65-71=272)     | 1 colpo  | Tom Purtzer, Bob Tway                                    |
| 2   | 21 febbraio 1993  | Buick Invitational of California      | –10 (75-69-69-65=278)     | 4 colpi  | Dave Rummells                                            |
| 3   | 22 agosto 1993    | The International                     | 45 pts. (11-7-11-16 = 45) | 8 punti  | Mark Calcavecchia                                        |
| 4   | 9 gennaio 1994    | Mercedes Championships                | –12 (70-68-70-68=276)     | Playoff  | Fred Couples                                             |
| 5   | 22 gennaio 1995   | Northern Telecom Open                 | –19 (65-66-70-68=269)     | 1 colpo  | Jim Gallagher Jr., Scott Simpson                         |
| 6   | 14 gennaio 1996   | Nortel Open                           | –14 (69-66-71-67=273)     | 2 colpi  | Bob Tway                                                 |
| 7   | 27 gennaio 1996   | Phoenix Open                          | –15 (69-67-66-67=269)     | Playoff  | Justin Leonard                                           |
| 8   | 15 Mag. 1996      | GTE Byron Nelson Golf Classic         | –15 (67-65-67-66=265)     | 2 colpi  | Craig Parry                                              |
| 9   | 25 agosto 1996    | NEC World Series of Golf              | –6 (70-66-68-70=274)      | 3 colpi  | Billy Mayfair, Steve Stricker, Duffy Waldorf             |
| 10  | 23 marzo 1997     | Bay Hill Invitational                 | –16 (72-65-70-65=272)     | 3 colpi  | Stuart Appleby                                           |
| 11  | 3 agosto 1997     | Sprint International                  | 48 pts. (14-13-12-9 = 48) | 7 punti  | Stuart Appleby                                           |
| 12  | 11 gennaio 1998   | Mercedes Championships                | –17 (68-67-68-68=271)     | 1 colpo  | Mark O'Meara, Tiger Woods                                |
| 13  | 1 febbraio 1998   | AT&T Pebble Beach National Pro-Am     | –14 (65-70-67=202)        | 1 colpo  | Tom Pernice Jr.                                          |
| 14  | 13 febbraio 2000  | Buick Invitational                    | –18 (66-67-67-70=270)     | 4 colpi  | Shigeki Maruyama, Tiger Woods                            |
| 15  | 2 aprile 2000     | BellSouth Classic                     | –11 (67-69-69=205)        | Playoff  | Gary Nicklaus                                            |
| 16  | 21 maggio 2000    | MasterCard Colonial                   | –12 (67-68-70-63=268)     | 2 colpi  | Stewart Cink, Davis Love III                             |
| 17  | 5 novembre 2000   | The Tour Championship                 | –13 (67-69-65-66=267)     | 2 colpi  | Tiger Woods                                              |
| 18  | 11 febbraio 2001  | Buick Invitational                    | –19 (68-64-71-66=269)     | Playoff  | Frank Lickliter, Davis Love III                          |
| 19  | 1 luglio 2001     | Canon Greater Hartford Open           | –16 (67-68-61-68=264)     | 1 colpo  | Billy Andrade                                            |
| 20  | 20 gennaio 2002   | Bob Hope Chrysler Classic             | –30 (64-67-70-65-64=330)  | Playoff  | David Berganio Jr.                                       |
| 21  | 23 giugno 2002    | Canon Greater Hartford Open           | –14 (69-67-66-64=264)     | 1 colpo  | Jonathan Kaye, Davis Love III                            |
| 22  | 25 gennaio 2004   | Bob Hope Chrysler Classic             | –30 (68-63-64-67-68=330)  | Playoff  | Skip Kendall                                             |
| 23  | 11 aprile 2004    | The Masters                           | –9 (72-69-69-69=279)      | 1 colpo  | Ernie Els                                                |
| 24  | 6 febbraio 2005   | FBR Open                              | –17 (73-60-66-68=267)     | 5 colpi  | Scott McCarron, Kevin Na                                 |
| 25  | 13 febbraio 2005  | AT&T Pebble Beach National Pro-Am     | –19 (62-67-67-73=269)     | 4 colpi  | Mike Weir                                                |
| 26  | 4 aprile 2005     | BellSouth Classic                     | –8 (74-65-69=208)         | Playoff  | Arjun Atwal, Rich Beem, Brandt Jobe, José María Olazábal |
| 27  | 15 agosto 2005    | PGA Championship                      | –4 (67-65-72-72=276)      | 1 colpo  | Thomas Bjørn, Steve Elkington                            |
| 28  | 2 aprile 2006     | BellSouth Classic                     | –28 (63-65-67-65=260)     | 13 colpi | Zach Johnson, José María Olazábal                        |
| 29  | 9 aprile 2006     | The Masters                           | –7 (70-72-70-69=281)      | 2 colpi  | Tim Clark                                                |
| 30  | 11 febbraio 2007  | AT&T Pebble Beach National Pro-Am     | –20 (65-67-70-66=268)     | 5 colpi  | Kevin Sutherland                                         |
| 31  | 13 maggio 2007    | The Players Championship              | –11 (67-72-69-69=277)     | 2 colpi  | Sergio García                                            |
| 32  | 3 settembre 2007  | Deutsche Bank Championship            | –16 (70-64-68-66=268)     | 2 colpi  | Arron Oberholser, Brett Wetterich, Tiger Woods           |
| 33  | 17 febbraio 2008  | Northern Trust Open                   | –12 (68-64-70-70=272)     | 2 colpi  | Jeff Quinney                                             |
| 34  | 25 maggio 2008    | Crowne Plaza Invitational at Colonial | –14 (65-68-65-68=266)     | 1 colpo  | Tim Clark, Rod Pampling                                  |
| 35  | 22 febbraio 2009  | Northern Trust Open                   | –15 (63-72-62-72=269)     | 1 colpo  | Steve Stricker                                           |
| 36  | 15 marzo 2009     | WGC-CA Championship                   | –19 (65-66-69-69=269)     | 1 colpo  | Nick Watney                                              |
| 37  | 27 settembre 2009 | Tour Championship                     | –9 (73-67-66-65=271)      | 3 colpi  | Tiger Woods                                              |
| 38  | 11 aprile 2010    | The Masters                           | –16 (67-71-67-67=272)     | 3 colpi  | Lee Westwood                                             |
| 39  | 3 aprile 2011     | Shell Houston Open                    | –20 (70-70-63-65=268)     | 3 colpi  | Chris Kirk, Scott Verplank                               |
| 40  | 12 febbraio 2012  | AT&T Pebble Beach National Pro-Am     | –17 (70-65-70-64=269)     | 2 colpi  | Charlie Wi                                               |
| 41  | 3 febbraio, 2013  | Waste Management Phoenix Open (3)     | −28 (60-65-64-67=256)     | 4 colpi  | Brandt Snedeker                                          |
| 42  | 21 luglio, 2013   | The Open Championship                 | −3 (69-74-72-66=281)      | 3 colpi  | Henrik Stenson                                           |
| 43  | 4 marzo, 2018     | WGC-Mexico Championship (2)           | −16 (69-68-65-66=268)     | Playoff  | Justin Thomas                                            |
| 44  | 11 febbraio, 2019 | AT&T Pebble Beach Pro-Am (5)          | −19 (65-68-70-65=268)     | 3 colpi  | Paul Casey                                               |
| 45  | 23 maggio, 2021   | PGA Championship (2)                  | −6 (70-69-70-73=282)      | 2 colpi  | Brooks Koepka, Louis Oosthuizen                          |

*Nota: Il Torneo è stato accorciato a 54 buche a causa del tempo.

### European Tour vittorie (11)
| Legenda                      |
| Tornei Major (6)             |
| World Golf Championships (3) |
| Altri European Tour (2)      |

| No. | Data                              | Torneo                                  | Punteggio di vittoria | Margine | Secondo/i                       |
| --- | --------------------------------- | --------------------------------------- | --------------------- | ------- | ------------------------------- |
| 1   | 11 aprile, 2004                   | Masters Tournament                      | −9 (72-69-69-69=279)  | 1 colpo | Ernie Els                       |
| 2   | 15 agosto, 2005                   | PGA Championship                        | −4 (67-65-72-72=276)  | 1 colpo | Thomas Bjørn, Steve Elkington   |
| 3   | 9 aprile, 2006                    | Masters Tournament (2)                  | −7 (70-72-70-69=281)  | 2 colpi | Tim Clark                       |
| 4   | 11 novembre, 2007 (stagione 2008) | HSBC Champions1                         | −10 (68-66-68-76=278) | Playoff | Ross Fisher, Lee Westwood       |
| 5   | 15 marzo, 2009                    | WGC-CA Championship                     | −19 (65-66-69-69=269) | 1 colpo | Nick Watney                     |
| 6   | 8 novembre, 2009                  | WGC-HSBC Champions (2)                  | −17 (69-66-67-69=271) | 1 colpo | Ernie Els                       |
| 7   | 11 aprile, 2010                   | Masters Tournament (3)                  | −16 (67-71-67-67=272) | 3 colpi | Lee Westwood                    |
| 8   | 14 luglio, 2013                   | Aberdeen Asset Management Scottish Open | −17 (66-70-66-69=271) | Playoff | Branden Grace                   |
| 9   | 21 luglio, 2013                   | The Open Championship                   | −3 (69-74-72-66=281)  | 3 colpi | Henrik Stenson                  |
| 10  | 4 marzo, 2018                     | WGC-Mexico Championship (2)             | −16 (69-68-65-66=268) | Playoff | Justin Thomas                   |
| 11  | 23 maggio, 2021                   | PGA Championship (2)                    | −6 (70-69-70-73=282)  | 2 colpi | Brooks Koepka, Louis Oosthuizen |

1Co-sanzionato dall'Asian Tour, Sunshine Tour e PGA Tour of Australasia

## Tornei Major

### Vittorie (6)
| Anno | Campionato            | 54 buche           | Punteggio di vittoria | Margine | Secondo/i                       |
| ---- | --------------------- | ------------------ | --------------------- | ------- | ------------------------------- |
| 2004 | The Masters           | Tied per lead      | −9 (72-69-69-69=279)  | 1 colpo | Ernie Els                       |
| 2005 | PGA Championship      | Tied for lead      | −4 (67-65-72-72=276)  | 1 colpo | Thomas Bjørn, Steve Elkington   |
| 2006 | The Masters (2)       | 1 colpo lead       | −7 (70-72-70-69=281)  | 2 colpi | Tim Clark                       |
| 2010 | The Masters (3)       | 1 colpo di deficit | −16 (67-71-67-67=272) | 3 colpi | Lee Westwood                    |
| 2013 | The Open Championship | 5 colpo di deficit | −3 (69-74-72-66=281)  | 3 colpi | Henrik Stenson                  |
| 2021 | PGA Championship (2)  | 1 colpo di lead    | −6 (70-69-70-73=282)  | 2 colpi | Brooks Koepka, Louis Oosthuizen |

### Risultati completi nei Majors
| Torneo           | 1990  | 1991  | 1992 | 1993 | 1994 | 1995 | 1996 | 1997 | 1998 | 1999 | 2000 | 2001 | 2002 | 2003 | 2004 | 2005 | 2006 | 2007 | 2008 | 2009 | 2010 | 2011 | 2012 | 2013 | 2021 |
| ---------------- | ----- | ----- | ---- | ---- | ---- | ---- | ---- | ---- | ---- | ---- | ---- | ---- | ---- | ---- | ---- | ---- | ---- | ---- | ---- | ---- | ---- | ---- | ---- | ---- | ---- |
| The Masters      | NP    | 46p A | NP   | 34p  | NP   | 7p   | 3    | T    | 12p  | 6p   | 7p   | 3    | 3    | 3    | 1    | 10   | 1    | 24p  | 5p   | 5    | 1    | 27p  | 3p   |      |      |
| U.S. Open        | 29p A | 55p A | T    | NP   | 47p  | 4p   | 94p  | 43p  | 10p  | 2    | 16p  | 7p   | 2    | 55p  | 2    | 33p  | 2p   | T    | 18p  | 2p   | 4p   | 54p  | t65  |      |      |
| British Open     | NP    | 73p   | NP   | NP   | T    | 40p  | 41p  | 24p  | 79   | T    | 11p  | 30p  | 66p  | 59p  | 3    | 60p  | 22p  | T    | 19p  | NP   | 48p  | 2p   | CUT  | 1    |      |
| PGA Championship | NP    | NP    | NP   | 6p   | 3    | T    | 8p   | 29p  | 34p  | 57p  | 9p   | 2    | 34p  | 23p  | 6p   | 1    | 16p  | 32p  | 7p   | 73   | 12p  | 19p  | T36- |      | 1    |

La lettera 'A' indica un evento disputato da Amateur. La lettera 'T' indica un'eliminazione al taglio. Una lettera 'p' di fianco alla posizione indica un pari merito con uno o più giocatori.